# ساياجي شيندي
ساياجي شيندي هو منتج أفلام ومخرج وممثل هندي، ولد في 1 فبراير 1952 في الهند.

## أعمال

### أفلام
- (2006) ديفاداسو

## وصلات خارجية
- ساياجي شيندي على موقع IMDb (الإنجليزية)
- ساياجي شيندي على موقع ألو سيني (الفرنسية)
- ساياجي شيندي على موقع أول موفي (الإنجليزية)
- ساياجي شيندي على موقع قاعدة بيانات الفيلم (الإنجليزية)
- ساياجي شيندي على موقع كينوبويسك (الروسية)